# Trimetopon pliolepis
Trimetopon pliolepis är en ormart som beskrevs av Cope 1894. Trimetopon pliolepis ingår i släktet Trimetopon och familjen snokar.
Inga underarter finns listade i Catalogue of Life.
Arten förekommer med flera från varandra skilda populationer i Costa Rica och nordvästra Panama. Den lever i låglandet och i bergstrakter mellan 60 och 1600 meter över havet. Trimetopon pliolepis vistas i regnskogar och i andra tropiska fuktiga skogar. Den är nattaktiv och håller till på marken. Individerna gräver ofta i lövskiktet eller i det översta jordlagret. Honor lägger ägg.
För beståndet är inga hot kända och hela populationen antas vara stabil. IUCN listar arten som livskraftig (LC).